# Osaka International 2015
Die Osaka International 2015 im Badminton fanden vom 1. bis zum 5. April 2015 in der Präfektur Osaka statt. Austragungsort war das Moriguchi City Gymnasium in der Stadt Moriguchi.

## Medaillengewinner
| Disziplin    | Gold                        | Silber                       | Bronze                                |
| ------------ | --------------------------- | ---------------------------- | ------------------------------------- |
| Herreneinzel | Jeon Hyeok-jin              | Kazumasa Sakai               | Kenta Nishimoto                       |
| Herreneinzel | Jeon Hyeok-jin              | Kazumasa Sakai               | Ye Binghong                           |
| Dameneinzel  | Sayaka Takahashi            | Sayaka Sato                  | Ayumi Mine                            |
| Dameneinzel  | Sayaka Takahashi            | Sayaka Sato                  | Aya Ohori                             |
| Herrendoppel | Kenta Kazuno Kazushi Yamada | Takuto Inoue Yuki Kaneko     | Takuro Hoki Yugo Kobayashi            |
| Herrendoppel | Kenta Kazuno Kazushi Yamada | Takuto Inoue Yuki Kaneko     | Akira Koga Taichi Saito               |
| Damendoppel  | Chen Qingchen Jia Yifan     | Yuki Fukushima Sayaka Hirota | Kim Hye-rin Kong Hee-yong             |
| Damendoppel  | Chen Qingchen Jia Yifan     | Yuki Fukushima Sayaka Hirota | Ayane Kurihara Naru Shinoya           |
| Mixed        | Kim Duk-young Eom Hye-won   | Liu Yuchen Huang Dongping    | Alfian Eko Prasetya Shella Devi Aulia |
| Mixed        | Kim Duk-young Eom Hye-won   | Liu Yuchen Huang Dongping    | Ryota Taohata Ayane Kurihara          |